# 标量处理器
标量处理器是最简单的一类计算机处理器。此类处理器在同一時間內只处理一条数据，如整数或者浮点数。相對之下，向量處理機在單一指令下可同時進行多項運算。